# Adam Musiał
Adam Musiał (18. prosince 1948, Wieliczka – 18. listopadu 2020, Krakov) byl polský fotbalista, obránce.

## Fotbalová kariéra
Hrál v polské nejvyšší soutěži za Wislu Krakov a Arku Gdynia. Nastoupil ve 284 ligových utkáních a dal 2 góly. S Wislou Krakov vyhrál v roce 1978 polskou ligu a s Arkou Gdynia v roce 1979 pohár. Kariéru končil v anglické 4. divizi v týmu Hereford United FC. V Poháru vítězů pohárů nastoupil ve 3 utkáních a v Poháru UEFA nastoupil ve 2 utkáních. Za polskou reprezentaci nastoupil v letech 1968–1974 v 34 utkáních, v 6 utkáních nastoupil na Mistrovství světa ve fotbale 1974, kde Polsko získalo bronzové medaile za 3. místo.

## Ligová bilance
| Ročník                                  | Zápasy | Góly | Klub               |
| --------------------------------------- | ------ | ---- | ------------------ |
| Ekstraklasa 1967/68                     | 23     | 0    | Wisla Krakov       |
| Ekstraklasa 1968/69                     | 24     | 0    | Wisla Krakov       |
| Ekstraklasa 1969/70                     | 25     | 0    | Wisla Krakov       |
| Ekstraklasa 1970/71                     | 25     | 1    | Wisla Krakov       |
| Ekstraklasa 19710/72                    | 22     | 0    | Wisla Krakov       |
| Ekstraklasa 1972/73                     | 24     | 0    | Wisla Krakov       |
| Ekstraklasa 1973/74                     | 25     | 0    | Wisla Krakov       |
| Ekstraklasa 1974/75                     | 10     | 0    | Wisla Krakov       |
| Ekstraklasa 1975/76                     | 30     | 0    | Wisla Krakov       |
| Ekstraklasa 1976/77                     | 17     | 0    | Wisla Krakov       |
| Ekstraklasa 1977/78                     | 2      | 0    | Wisla Krakov       |
| Ekstraklasa 1977/78                     | 9      | 0    | Arka Gdynia        |
| Ekstraklasa 1978/79                     | 25     | 0    | Arka Gdynia        |
| Ekstraklasa 1979/80                     | 23     | 1    | Arka Gdynia        |
| Football League Fourth Division 1980/81 | 16     | 0    | Hereford United FC |
| Football League Fourth Division 1981/82 | 24     | 0    | Hereford United FC |
| Football League Fourth Division 1982/83 | 6      | 0    | Hereford United FC |
| CELKEM Ekstraklasa                      | 284    | 2    |                    |